# Memorias de un niño campesino
Memorias dun neno labrego es una novela histórica y social de Xosé Neira Vilas publicada en Argentina en 1961. Trata de los recuerdos de infancia de un niño pobre del campo gallego. Es el libro más leído de la literatura gallega.

## Características
Según su autor, Memorias dun neno labrego fue escrito en el segundo semestre de 1960. En él pretendía contar cómo era el estilo de vida en los años cuarenta de un joven campesino de doce o trece años en una aldea gallega, concretamente de la comarca del Deza, en la aldea de Gres, en Vila de Cruces. A pesar de no tratarse de un texto autobiográfico, parte de un escenario y de una época concretos.
El libro tuvo como primer lector a Rafael Dieste. Después, Luis Seoane mostró su interés por la obra e hizo un dibujo para la cubierta de la primera edición.
El libro fue muy bien acogido entre los gallegos emigrados a Argentina, por lo que se enviaron a Galicia algunos cientos de ejemplares que fueron divulgados, y que también gozaron de una buena acogida.
Hoy es el libro más leído de la literatura gallega y está traducido a algunas de las lenguas más habladas (alemán, chino, portugués, español, ruso, italiano, checo, inglés, francés...)

## Argumento
El protagonista es Balbino, un niño de un pequeño pueblo rural, que tiene que luchar contra las injusticias y el caciquismo de la sociedad gallega de aquella época.
Así comienza la novela:

Yo soy Balbino. Un chico de aldea. Como quien dice, un nadie. Y, además, pobre.

## Traducciones
El libro está completamente traducido y publicado en alemán (Tagebuch einer Kindheit in Galicien, 1984; traducción de Gudrun Hohl), asturiano (Memories d'un nenu llabriegu, 1996; traducción de Xandru Fernández), catalán (Memòries d'un nen de pagès, 1985; traducción de Marc Ferrer i Cuixart), euskera (Mutiko baserritar baten oroitzapenak, 1988; traducción de Andrés Urrutia Badiola), portugués (Memórias de un pequeno camponés, 1977; traducido por José Viale Moutinho), español (Memorias de un niño campesino, 1963; traducido por el propio autor), inglés (Memoirs Of A Peasant Boy, 2007; traducido por Camilo Ogando) y esperanto (Memoraĵoj de kampara knabo, 2017; traducido por Suso Moinhos).